# Phare de New London
Le phare de New London est un phare situé sur la côte nord du Comté de Queens (Province de l'Île-du-Prince-Édouard), au Canada. Il marque l'entrée ouest du port de Rustico.
Ce phare postérieur d'alignement est géré par la Garde côtière canadienne .
Cet édifice fédéral du patrimoine  est répertorié par le gouvernement canadien  en date du 25 janvier 1991.

## Histoire
Les deux premiers feux d'alignement ont été mis en service le 1er octobre 1876 dans une tour en bois. La lumière rouge n'était visible, avec la lumière blanche, seulement quand le navire était bien aligné dans le chenal. 
En 1879, le phare avant et le phare principal sont devenus distincts. Le phare de New London est devenu le feu arrière. Le phare est loué comme une résidence privée et le feu reste actif pour la navigation.

## Description
Le phare actuel est une tour pyramidale blanche de 12 m de haut, avec une galerie et une lanterne carrée, adossée à une maison de gardien. Il émet, à une hauteur focale de 13 m, un long éclat blanc toutes les 4 secondes. Sa portée nominale est de milles nautiques (environ km). 
Identifiant : ARLHS : CAN-341 - Amirauté : H-1130.1 - NGA : 7960 - CCG : 1060.01 .

## Caractéristique duFeu maritime
Fréquence : 4 secondes (R)
- Lumière : 2 secondes
- Obscurité : 2 secondes

|                       |
| Île du Prince Edouard |

### Lien connexe
- Liste des phares de l'Île-du-Prince-Édouard